# Karen Blixen Museum (Rungsted Kyst)
Das Karen Blixen Museum in Rungsted Kyst in Dänemark beschäftigt sich mit dem Leben und Werk der dänischen Schriftstellerin Karen Blixen. Das Museum befindet sich im Geburts- und Wohnhaus der Autorin, 20 km nördlich von Kopenhagen am Öresund. Das 40 Acre (16,2 Hektar) große Gelände hinter dem Haus wurde auf Wunsch von Karen Blixen zum Vogelschutzgebiet erklärt.

## Rungstedlund
Die ältesten Teile des Hauses stammen von circa 1680. Das Gebäude diente lange Zeit als Gasthof, Ludvig Holberg und Johannes Ewald haben auf Rungstedlund als Gäste gewohnt. Johannes Ewald lebte dort sehr glücklich von 1773 bis 1775 und verfasste einige seiner Hauptwerke, darunter das Gedicht Rungsteds Glückseligkeiten und die Autobiografie Leben und Ansichten. 1803 schloss das Gasthaus und wurde zu einer Farm umgebaut. 1879 kaufte Karen Blixens Vater das Haus mit den Ländereien. 1898 brannten der Süd- und der Ostflügel nieder und wurden nicht wieder aufgebaut. Das Museum befindet sich im Westflügel des Gebäudes.

## Das Museum

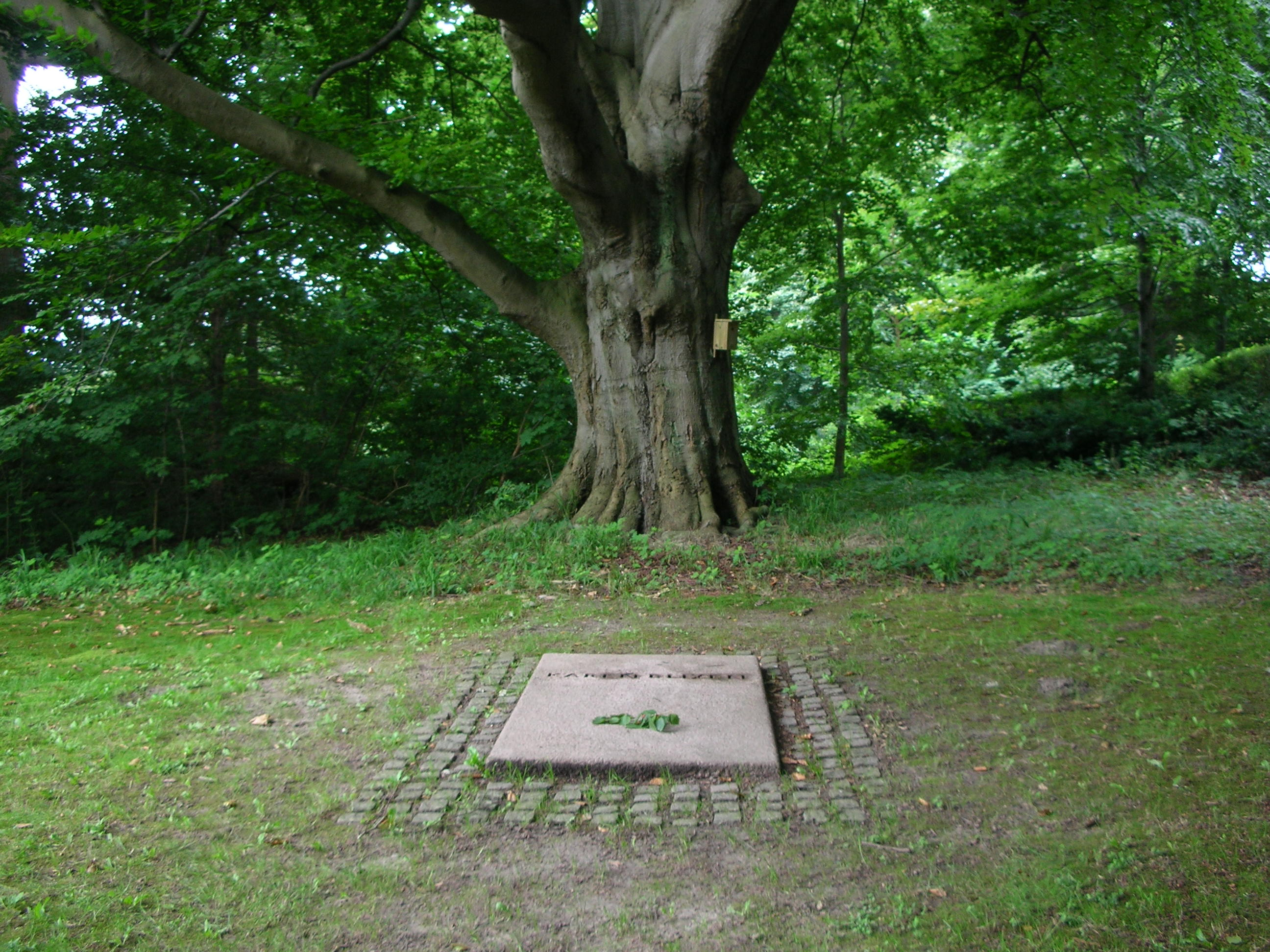
Blixens Grab im hinteren Teil des Parks

Das Museum zeigt neben der originalen Einrichtung eine fotografische Biografie Blixens, von Blixen gemalte Bilder, Massai-Speere und -Schilde, Blixens Schreibmaschine und das Grammophon, das Denys Finch Hatton ihr geschenkt hatte. Ein Raum beherbergt eine Bibliothek mit Blixens Werken und Büchern, die ihr gehört hatten. Weiterhin sind Briefe, Gedichte und erste Manuskripte aus Blixens Jugend ausgestellt. Das Museum verfügt über einen Filmraum, in dem eine Dokumentation über Karen Blixen zu sehen ist. Im sogenannten Vogelraum finden wechselnde Ausstellungen statt. Meist haben die Ausstellungen einen Bezug zu Vögeln. 2009/2010 befand sich im Vogelraum eine Ausstellung über die Bewohner von Rungstedlund und ihre Geschichte.

## Park
Der zum Haus gehörende, parkähnliche Garten wurden auf Wunsch Blixens zum Vogelschutzgebiet erklärt. Die Dänische Ornithologische Gesellschaft (Dansk Ornitologisk Forening) betreut das Vogelschutzgebiet. Mehr als 40 verschiedene Vogelarten wohnen im Park, darunter Wacholderdrosseln, Kernbeißer, Turmfalken, Trauerschnäpper und Buntspechte. Im hinteren Teil des Parks befindet sich Karen Blixens Grab. Der Park beinhaltet einen kleinen Buchenwald, in dem einige Buchen mit einem Alter von 250 bis 300 Jahren stehen. Dort befindet sich auch „Ewalds Hügel“, benannt nach Johannes Ewald.